# Estreito de Akashi

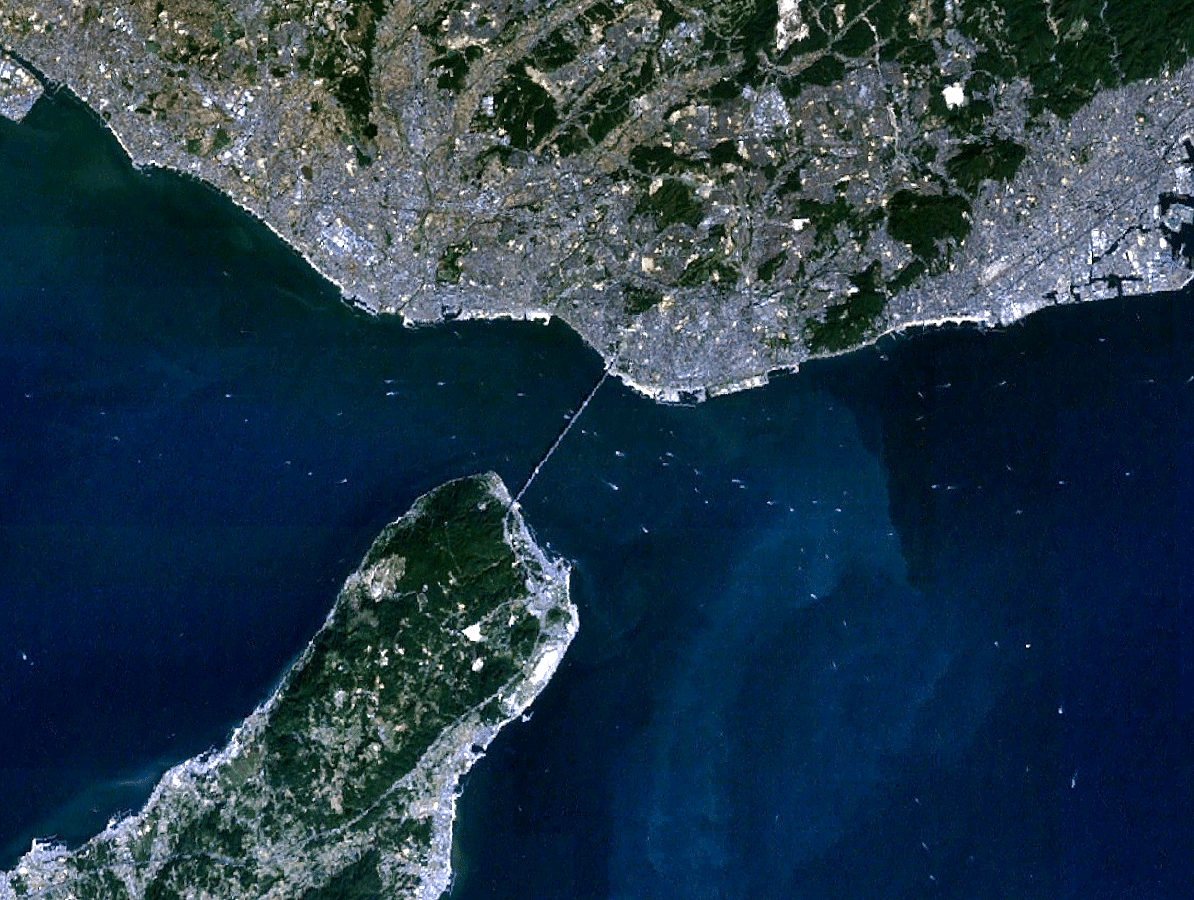
Imagem de satélite do estreito de Akashi, entre Awaji a sul e Honshū a norte.

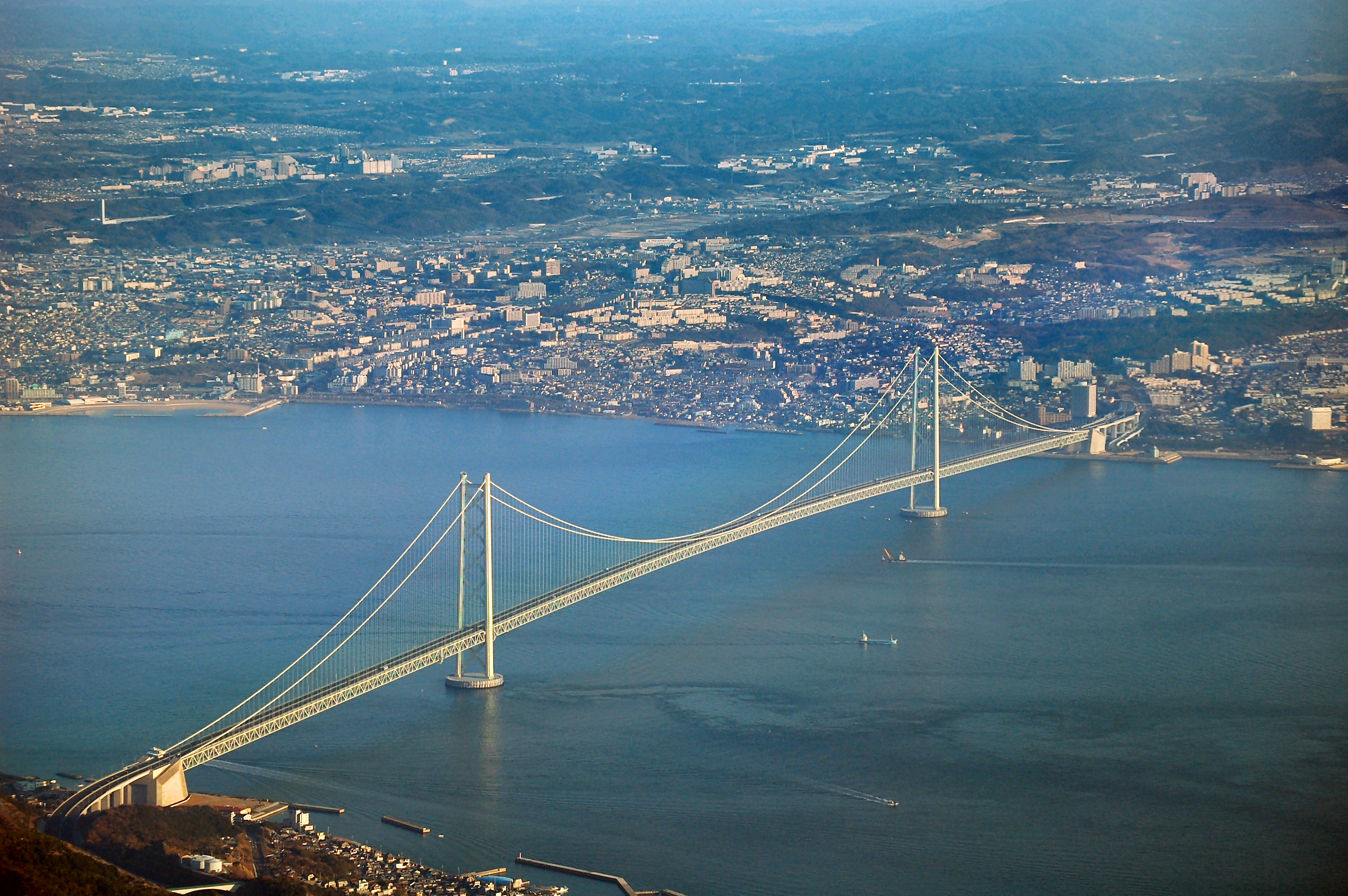
Ponte do Estreito de Akashi.

O estreito de Akashi (明石海峡, Akashi Kaikyō) é um estreito do Japão que separa a ilha Awaji (a sul) da cidade de Kōbe, na ilha Honshū (a norte). Faz a ligação entre o mar de Harima a oeste e a baía de Osaka a leste, ambos no mar interior de Seto. É atravessado pela Ponte do Estreito de Akashi, a ponte pênsil com o maior vão do mundo.